# Parti de l'union démocratique
Le Parti de l'union démocratique (en kurde : Partiya Yekîtiya Demokrat, PYD, en arabe : حزب الاتحاد الديمقراطي, Ḥizb Al-Ittiḥad Al-Dimuqraṭiy), est un parti politique kurde syrien. D'orientation socialiste démocratique et apoïste, présidé par Salih Muslim, il est considéré comme la branche syrienne du Parti des travailleurs du Kurdistan (PKK). En mars 2025, il contrôle le Kurdistan syrien, devenu le Rojava, entité fédérale en 2016.

## Histoire

### Origine
De 1980 à 1999, de nombreux Kurdes de Syrie rejoignent le Parti des travailleurs du Kurdistan pour combattre au Kurdistan turc.
Le PYD est fondé en 2003 par des membres syriens du PKK, dont Salih Muslim, à Qandîl, dans les montagnes du Kurdistan irakien, fief du PKK. Ce dernier se veut un mouvement pankurde et le PYD est sa branche syrienne.

### Guerre civile syrienne
De 2003 jusqu'au début de la révolte syrienne de 2011, le PYD était resté un petit parti politique illégal et ses activités étaient limitées. Mais, début 2012, peu de temps après le déclenchement de la guerre civile en Syrie, les unités armées du PYD, les Unités de protection du peuple (YPG), quittent leurs bases du Kurdistan irakien pour pénétrer au Kurdistan syrien. Peu à peu, elles prennent le contrôle de la plupart des régions kurdes de Syrie dans le nord-est du pays.
Le 12 juillet 2012,  le PYD signe un accord d'union avec un autre parti kurde, le Conseil national kurde (CNK), et ils créent une structure commune, le Conseil suprême kurde. Cependant, le PYD se retrouve vite en position dominante dans le Conseil suprême ; en décembre 2013-janvier 2014, le Gouvernement régional du Kurdistan irakien, proche du CNK, ferme même brièvement la frontière entre les deux pays pour forcer le PYD à rendre une partie de ses pouvoirs au CNK.
Au cours de la guerre civile syrienne, le parti devient aussi un acteur clé dans la lutte contre Daech, lui permettant de gagner un statut militaire et diplomatique important auprès de la communauté internationale, notamment après la libération de Kobané fin janvier 2015.
Le Conseil suprême kurde est dissous à la fin de l'année 2015 en raison des dissensions  en son sein entre forces ocälanistes et forces barzanistes. Les forces barzanistes se rapprochent de la Turquie d'Erdogan qui a déclaré la guerre au PYD, allant même jusqu'à bombarder des positions des YPG à l'été 2016. Les YPG ont tourné le dos à Barzani et se sont rapprochés de différentes milices anti-Daech issues de tribus arabes, turkmènes, syriaques et autres peuples, ainsi que d'opposants au gouvernement Assad qui ont tourné le dos à l'Armée Syrienne Libre, afin de fonder les Forces Démocratiques Syriennes.
Les barzanistes attribuent également au PYD une part de responsabilité dans l'attentat commis par Daech à Qamichli, en raison d'une prétendue négligence.

## Objectif et statut
Selon Salih Muslim, l'objectif du parti n'est pas l'indépendance du Kurdistan syrien mais une autonomie dans un État fédéral.
Si le PYD est considéré comme étant la branche syrienne du PKK, il est toutefois indépendant de celui-ci et s'administre de façon autonome.
Le parti est considéré comme terroriste par la Turquie au même titre que le PKK. Il bénéficie au contraire du soutien militaire des États-Unis, qui voit en lui un allié contre l'État islamique dans le cadre de la guerre syrienne.
Le PYD n'est pas enregistré officiellement en tant que parti politique syrien du fait que la Constitution d'avant 2012 ne permet pas la fondation de partis sans autorisation au préalable du gouvernement. Le PYD accuse le Conseil national syrien (CNS) d'être un pantin de la Turquie.[réf. nécessaire]

### Influences de la pensée libertaire sur le Parti de l’union démocratique
En 2006, à la mort de l'anarchiste américain Murray Bookchin, le Parti des travailleurs du Kurdistan (PKK), dépassant le marxisme-léninisme des premiers temps, s'engage à fonder la première société basée sur un confédéralisme démocratique inspiré des réflexions du théoricien de l’écologie sociale et du municipalisme libertaire pour rassembler les peuples du Proche-Orient dans une confédération de communes démocratique, multiculturelle et écologiste. Ce projet internationaliste est adopté à son tour par son homologue syrien, le PYD.
Le 6 janvier 2014, les cantons du Rojava, dans le Kurdistan syrien, se fédèrent en communes autonomes. Elles adoptent un contrat social qui établit une démocratie directe et une gestion égalitaire des ressources sur la base d’assemblées populaires.

## Branche armée
Le parti dispose de deux branches armées connue sous les noms d'Unités de protection du peuple (YPG) et d'Unités féminines de protection (YPJ). Elles sont dirigées respectivement par Sîpan Hemo et Nassrin Abdalla.
En décembre 2012, l'YPG était organisée en huit brigades représentant au total plus de 40 000 combattants.

## Administration
Depuis 2013, le PYD établit une administration semi-indépendante des régions kurdes. Fin janvier 2014, le PYD annonce la création de trois cantons autonomes: Cezireh, Kobanê et Afrîn. Après des élections réalisées dans toutes les localités des trois cantons, l'assemblée législative de l'Administration autonome du Nord et de l'Est de la Syrie proclame la constitution d'un parlement de cent et un sièges et d'un gouvernement comprenant vingt-trois ministères. Les trois langues officielles sont le kurde, l'arabe et le syriaque.

## Principaux dirigeants
- Salih Muslim (1951), dit Bavê Welat, président du PYD
- Ferhat Abdi Șahin (1967), dit Șahin Cîlo, Mazlum Abdî ou Mazlum Kobanê
- Asya Abdullah (1971)
- Polat Can (1980)
- Sîpan Hemo, commandant général des YPG
- Nassrin Abdalla (1978), commandante des YPJ
- Rêdûr Xelîl.